# 플로 (온라인 음악 서비스)
플로(Flo)는 대한민국 드림어스컴퍼니에서 운영하는 온라인 음악 서비스이다.
유료 디지털 음원 스트리밍 사이트이며, 모바일 앱 또는 PC로 스트리밍이 가능하다.
SK텔레콤 계열의 음악 플랫폼이다.

## 주요 서비스
- 내 취향 MIX버튼: 차트, 테마리스트, 아티스트 상세화면에서 내 취향 MIX버튼을 누르면 사용자의 취향에 맞는 곡 순서로 플레이리스트가 변경된다.

- 점프(JUMP): NUGU AI 기술을 접목한 서비스로, 사용자가 음악을 듣다가 마음에 들면 “비슷한 음악으로 JUMP”라는 버튼을 누르면 마음에 들어했던 음악과 비슷한 음악을 추천해준다.

- 다른 음악사이트에서 만들어 놓았던 플레이리스트를 그대로 가져올 수 있다. 원래 만들어 놓았던 리스트를 캡쳐하면 그대로 어플에 저장이 된다.

- 멀티 캐릭터: 사용자가 상황에 따라 듣고 싶은 음악을 각각 다른 리스트로 만들 수 있다.

- 보관함 추천 패널: 보관함 속 음악을 반복 청취하는 것을 선호하는 사용자를 위해 보관함 내 쌓인 곡들을 필터링해서 제공한다.

- 첫 14일의 추천: 처음 플로를 가입해서 취향 데이터가 없는 사용자를 위해 음악을 추천해준다.

## 오리지널 콘텐츠
플로 오리지널 콘텐츠로는 다음과 같다.
1. 무드인디고(#무드_인디_고): 가수 치즈가 진행하는 오디오 콘텐츠이다. 첫 회는 3월 5일 공개되었다. 1화의 초대 아티스트는 권진아였다. 곡 작업 시 선호하는 분위기부터 잠들기 위한 무드 등을 치즈와 파헤치는 내용이 담겼다. 이어 스텔라장, 선우정아, 10cm 등의 인디 아티스트들이 초대되었다. 저녁 시간에는 스튜디오 플로(Studio FLO)[2]를 통해 하이라이트 영상을 감상할 수 있다. 아티스트들을 초대하여 곡과 음악에 대한 깊이 있는 이야기를 나누는 음악 토크쇼이다.[3]

- 초대 아티스트의 곡을 함께 들어보는 앨범 A to Z
- 작곡 혹은 작사할 때 필요한 분위기와 물건을 소개하는 나만의 무드(#mood)
- 무드에 따라 진행자 치즈와 아티스트가 음악을 추천하는 무드 추천곡 등
2. 팟캐스트 콘텐츠 제공
- 케이팝으로 읽는 MZ 유니버스: 현재 중앙일보에서 제작하고 있는 듣똑라(듣다보면 똑똑해지는 라이프)팀과 함께 진행하는 플로의 오리지널 오디오 콘텐츠이다. 21세기 케이팝 명곡을 통해 사회와 문화의 트렌드를 짚고, MZ세대의 성장 스토리를 오디오 콘텐츠로 풀어나간다.
- 청취자들의 고민을 해결해주는 송은이 김숙의 비밀보장
- 장항준 감독이 영화 소개와 함께 영화 속 뒷이야기를 전하는 씨네마운틴
- 다양한 음악 소개 콘텐츠와 저자를 인터뷰하는 책읽아웃
3. 오디오 뉴스레터 콘텐츠
팟캐스트와 함께 MZ세대의 관심도가 높은 인기 뉴스레터가 오디오 형태로 제작되었다.
- 돈에 대한 MZ세대의 고민을 현실적으로 다루는 금융경제 뉴스레터 어피티
- 현직 기자의 전국 빵집 순례 콘텐츠 빵슐랭 가이드
- MZ세대의 최신 트렌드를 빠르게 소개하는 캐릿
- 커리어 플랫폼 스타트업 원티드의 뉴스레터
4. 발라드의 민족 테이입니다
가수 테이가 진행한다. 알고리즘 기반 OTT, 여러 장르의 방송 프로그램 등을 통해 역주행하고 있는 곡들의 특징을 살펴보면서 세기말 감성과 추억을 전달하는 내용의 콘텐츠이다. 매주 월요일에 공개되며, 하이라이트 영상은 스튜디오 플로를 통해 확인할 수 있다.
5. 카멜래원
스튜디오 플로를 통해 확인할 수 있는 플로의 오리지널 영상 콘텐츠이다. 젊은 세대를 타겟으로 한 콘텐츠로, 래퍼 래원이 주인공이다. 1인 크리에이터로 성장하기 위해 매회 도전하고 싶은 주제를 선정하고 직접 콘텐츠를 제작하는 방식의 음악 예능이라고 한다. 매주 목요일에 공개되고 있다.
6. 스테이지 앤 플로: 취향의 발견
다양한 장르의 아티스트 음악을 영상으로 만든 랜선 콘서트. 여러 장르의 음악과 대중의 관심을 더욱 가까이에서 잇는다는 취지로 진행 중인 음악 창작자 콜라보 프로젝트이다. 공연장에 있는 듯한 라이브 사운드, 360도 촬영, 움직이는 원형 프레임 등으로 시청각적 즐거움을 제공한다. 인디, 힙합, 재즈, R&B, 포크, 록 등의 장르의 아티스트들과 K-POP 아이돌도 등장한다. 매주 수요일 오후 6시에 스튜디오 플로에서 공개되고 있다.

7. 스튜디오 음악당
플로가 콘텐츠 기획과 투자를 하고, 미스틱 스토리가 콘텐츠 제작을 맡은 스튜디오 음악당은 다양한 취향의 음악과 아티스트를 대중에게 소개하려는 취지로 기획된 콘텐츠이다. 슈퍼주니어의 김희철과 작사가 김이나, 음악평론가 배순탁 등이 공동 MC를 맡아 음악 지식과 정보를 제공하고, 게스트로 출연하는 아티스트들과 깊이 있는 토크를 하는 것이 주 내용.
플로 사이트와 공식 페이스북, 인스타그램 계정, 유튜브 채널 CAKE POP과 유튜브 채널 MYSTIC TV, IPTV 3사 VOD를 통해서 시청 가능하다.
스튜디오 음악당 시즌 2는 Mnet에서 매주 화요일 오후 6시부터 약 60분간 방송, 유튜브 MYSTIC TV와 CAKE POP 채널에서도 볼 수 있다.

## 신규 오디오 콘텐츠
플로는 기존의 음악 중심의 서비스에서 한발 더 나아가 '듣는 플랫폼'으로서 다양한 취향에 맞는 오디오 콘텐츠를 강화하기 위해 2021년 5월에 5개의 신규 오리지널 오디오 콘텐츠를 공개할 예정이라고 5월 7일 밝혔다. 5개의 오디오 콘텐츠로는 다음과 같다.
- 반전의 하이라이트: 그룹 하이라이트 멤버들이 각 2권씩 선정한 총 8권의 책 소개와 함께 어울리는 추천 곡을 만나볼 수 있는 북 토크쇼이다. 책의 하이라이트 부분을 멤버들이 직접 읽어보며 추천 이유, 재밌게 읽는 팁 등을 소개한다.

- 귀책사유(귀하가 책을 읽어야 하는 사소한 이유): 플로는 오디오북 전문 기업 윌라와 파트너십을 맺었다. 관련 콘텐츠로 유튜버 김시선, 김짠부가 공동 진행을 맡아 윌라 오디오북을 매주 3권씩 소개한다.

- 젊은 놈의 옛날음악 복고맨: 유튜버 복고맨이 올드팝과 팝 아티스트에 관한 이야기를 들려주는 오디오 콘텐츠이다. 5월 4일에 싱어송라이터 스팅과 밴드 폴리스 이야기로 시작했다.

- 최애 플레이리스트: 인기 아티스트가 자신의 플레이리스트를 소개해주는 오디오 콘텐츠이다.

- 캐릭터 정신분석 The Mind: 영화나 드라마 속 캐릭터들을 정신분석학적으로 해석하는 오디오 콘텐츠이다. 대한민국의 드라마 펜트하우스의 주단태, 천서진 캐릭터의 정신분석으로 시작했다.

## 스테이지앤플로: 홍대를 옮기다
SK그룹의 사회 안전망 프로젝트 일환으로 100일간 100팀의 인디 아티스트들과 진행한 언택트 콘서트이다. 영어로는 Stage&FLO: Hongdae.
코로나19로 공연이 중단된 홍대 공연장 및 인디 아티스트들에게 공연의 기회를 제공하고, 관객들에게는 위로를 전하는 동시에 랜선 공연이라는 새로운 음악 콘텐츠 소비 모델을 선보이는 차원에서 기획했다.
2020년 5월 30일에 시작된 이 프로젝트는 총 100팀을 대상으로 플로 앱과 공식 유튜브 채널 CAKE POP을 통해 매일 한 팀씩 사전 녹화된 실황을 공개했다.
다양한 공연장을 활용하기 때문에 각각의 뮤지션과 분위기가 어울리는 장소를 매칭하여 촬영했다. 일례로 박문치의 무대는 저화질에 4:3 비율로 편집돼 특유의 레트로 분위기를 강조했다.
여러 장르를 아우르는 만큼 플로 소비자들도 좋은 반응을 보였으며, 헤비메탈, 국악 등 다양한 장르를 질 좋은 영상과 음향으로 접할 수 있는 기회를 제공받을 수 있어 호의적이다. 공연에 갈증을 느끼고 있던 소비자들도 이 프로젝트를 통해 대리 만족을 느꼈다는 반응도 보였다.

## 수상
한국생산성본부 주관 2021년 국가고객만족도(NCSI) 조사의 음원서비스 부문에서 1위 플랫폼으로 선정되었다.